# Boarmia obscuraria
Boarmia obscuraria là một loài bướm đêm trong họ Geometridae.